# اونی-آن-بازوا
اونی-آن-بازوا (به فرانسوی: Aunay-en-Bazois) یک کمون در فرانسه با جمعیت ۲۷۳ نفر است که در Canton of Châtillon-en-Bazois واقع شده‌است.